# Förräderiprocessen

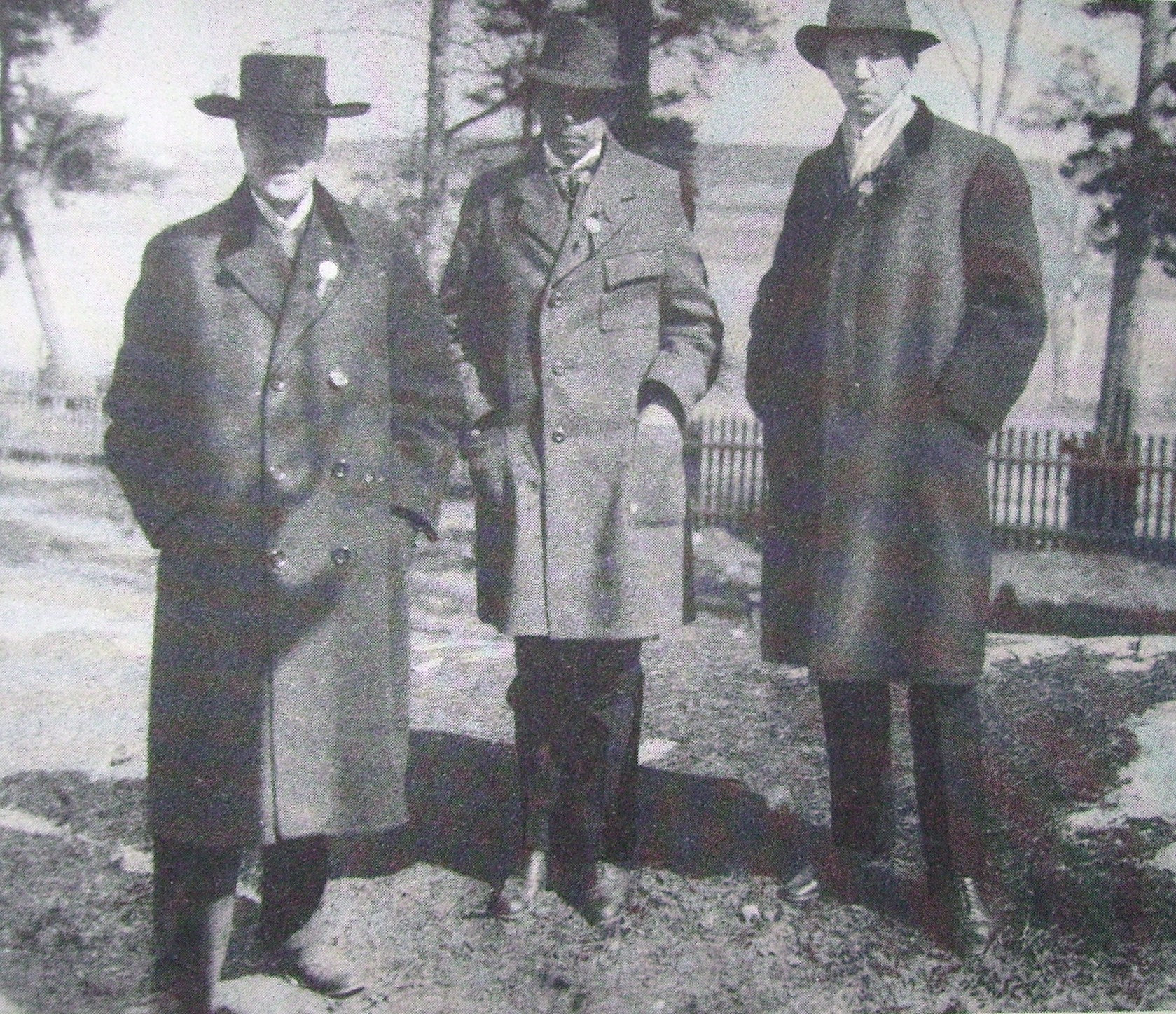
Erik Hedén, Ivan Oljelund och Zeth Höglund 1916, efter förräderiprocessen.

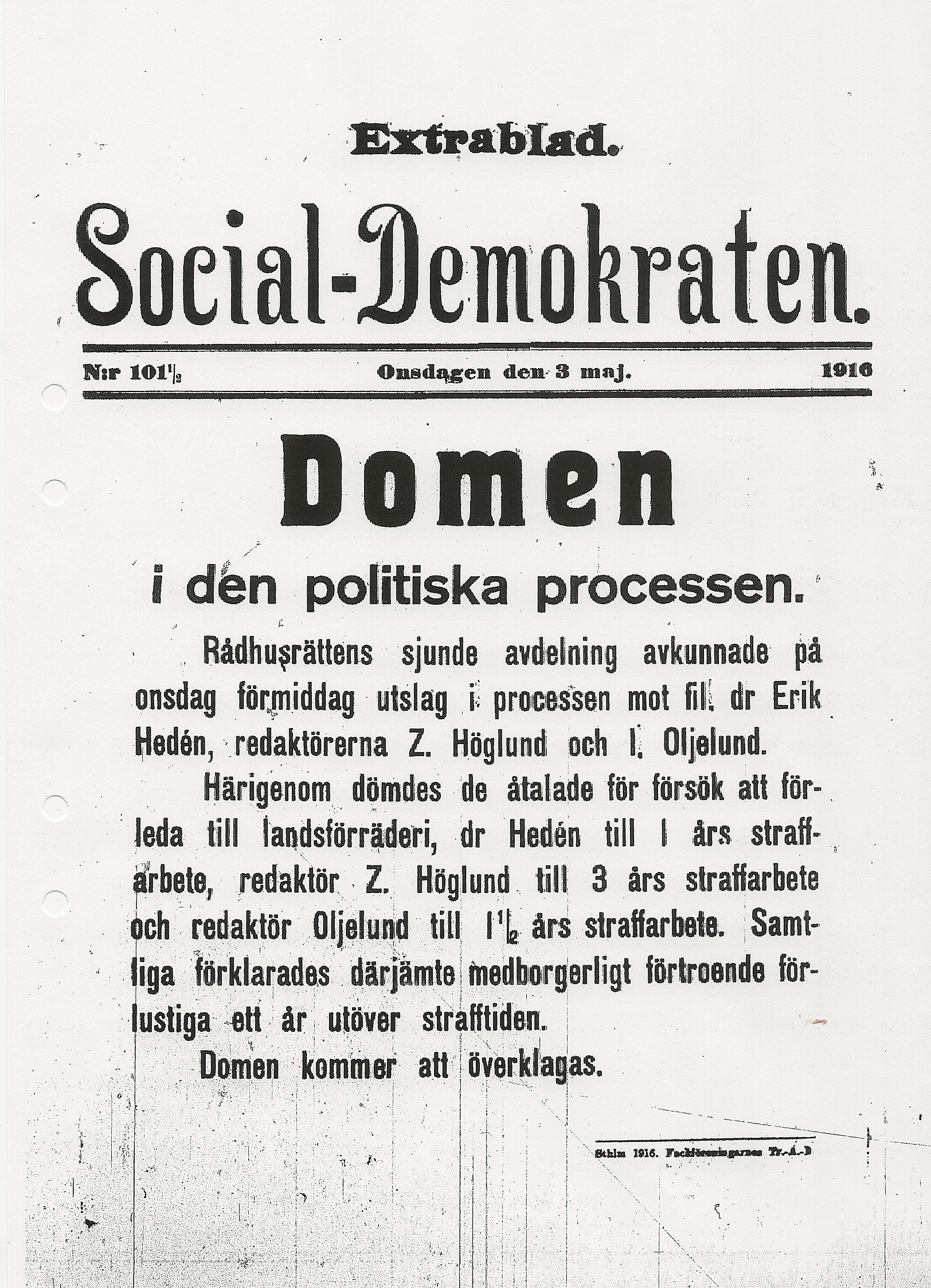
Rådhusets dom i förräderiprocessen föll den 3 maj 1916. Upprördheten blev mycket stor inom arbetarrörelsen då många ansåg processen vara politiskt betingad. (Notis ur dagstidningen Social-Demokraten).

Förräderiprocessen eller förräderimålet var en kontroversiell rättegångsprocess i Sverige som ägde rum mellan den 20 mars och den 6 september 1916 i Stockholm. Genom processen blev de två socialdemokraterna Zeth Höglund och Erik Hedén, samt ungsocialisten Ivan Oljelund åtalade och i första instans fällda för landsförräderi för att de deltagit i en fredskongress där mobiliseringsstrejk diskuterats. Då inga vittnesmål kunde åberopas av åklagaren utgjordes bevismaterialen endast av det officiella kongressreferatet och ett så kallat fredsmanifest som blivit publicerat i pressen. Hedén frikändes av högsta domstolen, medan Höglund och Oljelund vardera dömdes till fängelse i ett år respektive åtta månader för försök att förleda en allmänhet till ohörsamhet mot lag. Förräderiprocessen förstärkte motsättningar som existerade inom socialdemokratin mellan reformister och revolutionärer. Händelsen hjälpte till att bana vägen för socialdemokratins partisplittring 1917 och därmed uppkomsten av ett nytt vänsterparti, från 1921 kallat Sveriges kommunistiska parti.

## Bakgrund
Förräderiprocessen utgjorde det rättsliga efterspelet till en uppmärksammad och starkt kritiserad fredskongress i Folkets hus, i Stockholm, den 18–19 mars 1916. Denna arrangerades av det Socialdemokratiska Ungdomsförbundet mot partiledningens uttryckliga vilja och syftade till att diskutera arbetarklassens ställning vid ett eventuellt krigsutbrott. Främst diskuterades behovet av förberedelser till en storstrejk för att kunna hindra ett möjligt anfallskrig framskapat av den så kallade svenska aktivismen. Kongressen räknade 265 deltagare från ungdomsförbundets klubbar och olika arbetarorganisationer.
Fredskongressens antimilitaristiska tema väckte polisens intresse då man befarade att en mobiliseringsstrejk planerades. Trots detta övervakade inga poliser kongressen då den klassades som en sluten sammankomst. Det fanns däremot en informatör på kongressen som anonymt lämnade informationer till både polisen och högertidningen Nya Dagligt Allehanda. Uppgifterna gjorde gällande att ryska bolsjeviker gästade fredskongressen och att man i princip planerade en revolution. Vem den okända informatören var har aldrig fastslagits. Misstankarna riktades inledningsvis mot en dansk vid namn Alfred Kruse, men en modernare hypotes gör gällande att det var en estnisk nationalist och socialist vid namn Aleksander Kesküla.
Pressen på myndigheterna att statuera ett exempel var stor och dessutom stundade viktiga landstingsval till riksdagens första kammare. Med de hemliga uppgifterna för handen började först Nya Dagligt Allehanda och snart även andra högertidningar att kräva att myndigheterna skulle sluta dalta med "revolutionärerna". När förräderiprocessen inleddes hälsades denna därför med stor tillfredsställelse i högerpressen. Den övriga pressen höll sig dock mer eller mindre kritiska till den rättsliga händelseutvecklingen, vilket snart gav upphov till en omfattande och hätsk pressdebatt med starka opinionsyttringar över hela landet.

## Händelseförloppet kronologiskt[4]

### 1916
- 5 februari. Socialdemokraten E. Hedéns artikel i Stormklockan "Klart till storstrejk!" väcker uppseende genom att plädera för arbetarnas storstrejk i händelse av ett svenskt anfallskrig.
- 10 februari. Socialdemokratiska Ungdomsförbundet beslutar att inkalla en s.k. fredskongress på eget initiativ för att diskutera planerandet av utomparlamentariska motåtgärder mot svenska krigsplaner.
- 18-19 mars. Fredskongressen genomförs av Socialdemokratiska ungdomsförbundet i Folket hus i Stockholm.
- 20 mars. Förräderiprocessen inleds. En anonym informatör från kongressen lämnar komprometterande uppgifter till polisen och Nya Dagligt Allehanda. Överståthållareämbetet beslutar om åtal mot tre av kongressdeltagarna Z. Höglund, I. Oljelund och E. Héden gällande brott enligt Staafflagarna i kap. 10 par. 14 i strafflagen. Åtalsbeslutet är grundat på en polisrapport och ett cirkulär publicerat i Social-Demokraten.
- 21 mars. Manifestet "Fred till varje pris!" publiceras i en rad tidningar. Förräderiprocessen uppmärksammas och debatteras i de flesta större tidningar.
- 22 mars. Rättegången påbörjas inför Rådhusrättens sjunde avdelning. De åtalade häktas efter att åklagaren även åberopat förräderibrott enligt kap. 8 par. 6 mom. 3 i strafflagen. Åklagaren hänvisar till nya bevismaterial i form av tidningsartiklar med referat från kongressen.
- 26 mars. Social-Demokratens tidningsstämma ger Hjalmar Branting ett förtroendevotum medan Höglund utesluts från styrelsen.
- 29 mars. Andra rannsakningen. En inlaga från jur.prof. Vilhelm Lundstedt ifrågasätter kraftigt åtalets giltighet.
- 26 april. Sjätte och sista rannsakningen. Åklagarens slutliga bevisning framlagd. Inga nya bevis läggs fram.
- 1 maj. Hjalmar Branting kritiserar Höglunds försvarssyn i sina majtal, men fördömer förräderiprocessen som ett angrepp på yttrandefriheten.
- 3 maj. Rådhusets dom. De tre åtalade döms enligt förräderiparagrafen kap. 8 par. 8 strafflagen för försök att förleda till landsförräderi till straffarbete: Höglund 3 år, Hedén 1 år och Oljelund 1,5 år samt till förlust av medborgerligt förtroende 1 år över strafftiden.
- 9 maj. Andra kammaren beslutar med 94 röster mot 75 att uppskjuta prövningen av Höglunds riksdagsmannaskap.
- 26 juni. Svea hovrätts utslag på de tilltalades besvär innebär att hovrätten frångår förräderiparagrafen. De tre döms efter Staafflagarna kap. 10 par. 14 mom. 1 och 2 för försök att förleda en ”menighet” till ohörsamhet mot lag till straffarbete: Höglund 2,5 år, Hedén 9 månader och Oljelund 1,25 år.
- 6 augusti. En stor fredsdemonstration hålls i Stockholm i arbetarekommunens regi där man bl.a. protesterar mot förräderiprocessen.
- 6 september. Högsta domstolen bekräftar hovrättens lagrum, men frikänner Hedén helt. Straffet för de andra mildras till enkelt fängelse: Höglund 1 år och Oljelund 8 mån.
- 10 september. Större manifestation i Stockholm hålls för "rättigheternas värnande" istället för "mot förräderidomarna" som var planerat.
- 15 november. Socialdemokratiska partistyrelsens verkställande utskott inger en hemställan till Kunglig Majestät om att Höglund och Oljelund beviljas amnesti vars domar anses svårt kränkt det allmänna rättsmedvetandet.
- 21 december. Amnestiansökningen lämnas utan åtgärd av Kunglig Majestät då detta anses vara ett politiskt beslut.

### 1917
- 25 april. Oljelund frisläppt från Långholmens centralfängelse efter avtjänad strafftid.
- 6 maj. Höglund frisläppt från Långholmens fängelse efter avtjänad strafftid.
- 13–15 maj. Sveriges socialdemokratiska vänsterparti bildas under ledning av Höglund.

## Tolkningar av förräderiprocessen
Journalisten Anders Isaksson baserar sin förklaring till varför förräderiprocessen ägde rum på de anonyma uppgifter polisen fick om gästande ryska bolsjeviker vid fredskongressen. Med uppgifterna för handen hade myndigheterna anledning att misstänka att fredskongressen syftade till planläggande av en revolution. Ingen bevisning framkom dock överhuvudtaget under förräderiprocessen eller ens efteråt som kunnat styrka detta var avsikten med fredskongressen. Medan rättegången malde på i olika instanser löpte motsättningen inom socialdemokratin snabbt fram mot en reell splittring av partiet menar Isaksson.
En annan bild av förräderiprocessen ges av Zeth Höglund i hans självbiografi. Höglund menar att det stod starka reaktionära makter bakom åtalet, och önskemålet att kväsa den antimilitära och republikanska oppositionen måste ha skapat psykologiska motiv hos en borgerligt kännande domare att fälla till varje pris. De maktägande kände dock att revolutionens vindar låg på och denna känsla kanske avspeglade sig hos högsta domstolen som sökte rädda skenet av en berättigad process genom att mildra domarna. Den inre maktkampen i det socialdemokratiska partiet skärptes kraftigt under 1916. "Vår väg var Lenins", skriver Höglund, "medan Brantings väg ledde till regering, men inte till en socialistisk regering".

## Bildgalleri

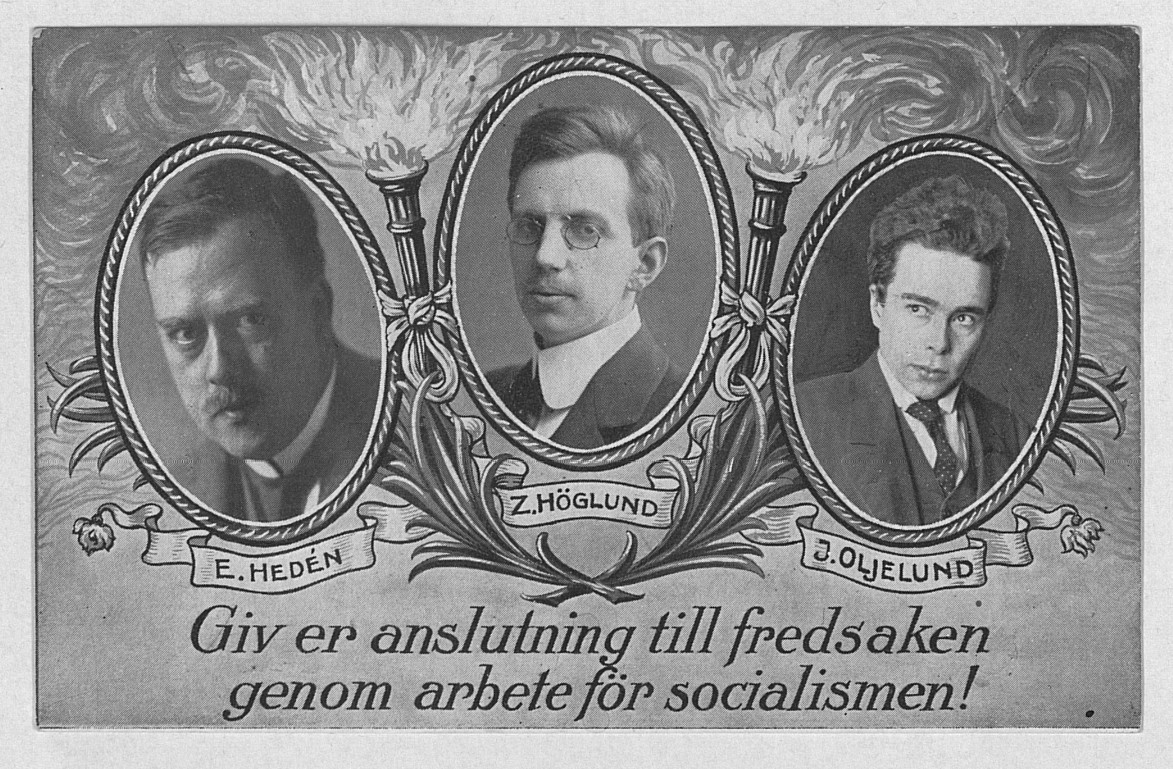
Propagandavykort utgiven 1916 till stöd för de åtalade.
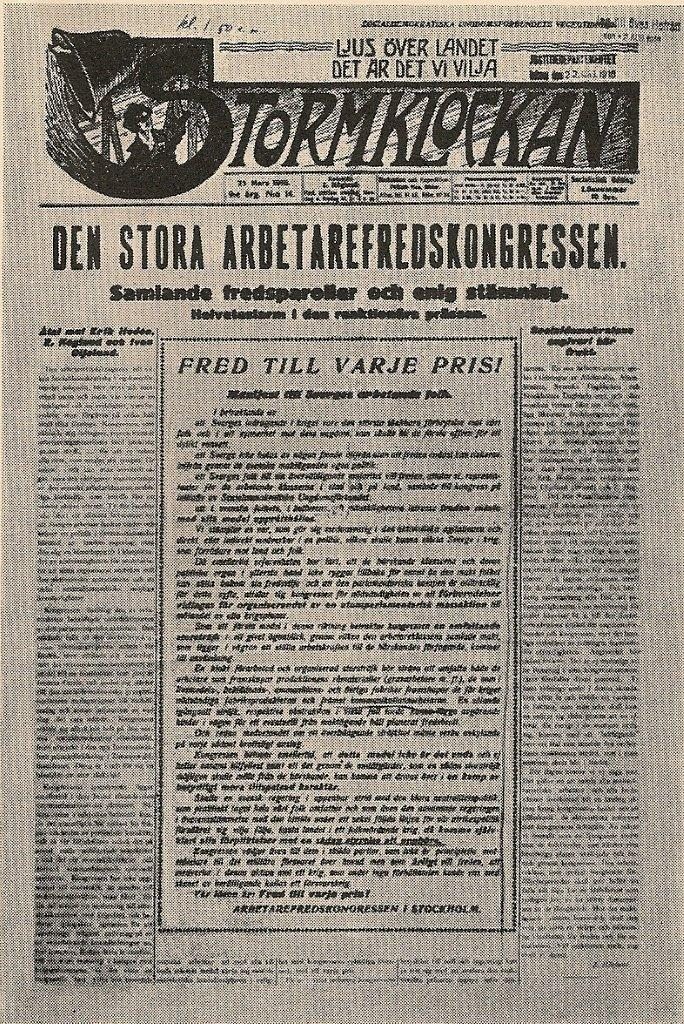
Fredsmanifestet publicerades först i Stormklockan.
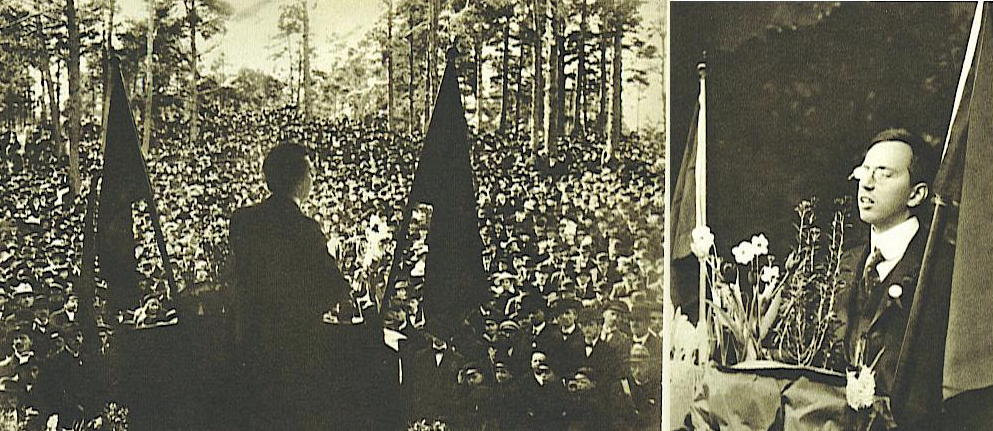
Zeth Höglund håller tal efter sin frigivning 1917.